# Österreichischer Kunstpreis für Film
Der Österreichische Kunstpreis für Film (bis 2009 Österreichischer Würdigungspreis für Filmkunst) wird als Österreichischer Kunstpreis für den Bereich Film vergeben. Der Österreichische Kunstpreis (bis 2009 Würdigungspreis) wird etablierten Künstlern für ihr Gesamtwerk zuerkannt, jährlich vergeben und war 2017 mit 15.000 Euro und 2024 mit 20.000 Euro dotiert.
Daneben wird der Outstanding Artist Award für Film – bis 2009 Österreichischer Förderungspreis für Filmkunst – an junge Filmemacher verliehen.

## Preisträger
Österreichischer Würdigungspreis für Filmkunst
- 1979: Titus Leber für Fremd bin ich eingezogen
- 1980: Manfred Kaufmann für Gefischte Gefühle
- 1981: Robert Dornhelm für She Dances Alone
- 1982: keine Vergabe
- 1983: Mansur Madavi für Ein wenig sterben
- 1984: Christian Berger für Raffl
- 1985: Milan Dor (Spielfilm)
- 1986: Kurt Kren (Experimentalfilm)
- 1987: Ruth Beckermann (Dokumentarfilm)
- 1988: Wolfram Paulus für Nachsaison
- 1989: Marc Adrian (Experimentalfilm)
- 1990: Michael Haneke für Der siebente Kontinent
- 1991: keine Vergabe
- 1992: Dietmar Brehm (Experimentalfilm)
- 1993: Egon Humer (Dokumentarfilm)
- 1994: Lisl Ponger, Martin Arnold (Experimentalfilm)
- 1995: Peter Tscherkassky (Experimentalfilm)
- 1996: Michael Pilz (Dokumentarfilm)
- 1997: Karina Ressler (Filmeditorin), Wolfgang Lehner (Kameramann)
- 1998: Gustav Deutsch (Avantgardefilm)
- 1999: Goran Rebić (Dokumentarfilm)
- 2000: Michael Kreihsl (Spielfilm)
- 2001: Ulrich Seidl
- 2002: Nikolaus Geyrhalter (Dokumentarfilm)
- 2003: Manfred Neuwirth
- 2004: Mara Mattuschka
- 2005, 2006: keine Vergabe
- 2007: Christine Dollhofer
- 2008: Peter Roehsler
- 2009: Götz Spielmann

Österreichischer Kunstpreis für Film
- 2010: Jessica Hausner
- 2011: Barbara Reumüller
- 2012: Barbara Albert
- 2013: Tizza Covi und Rainer Frimmel
- 2014: Florian Flicker
- 2015: Hans Scheugl
- 2016: Friedl vom Gröller-Kubelka
- 2017: Brigitta Burger-Utzer
- 2018: Siegfried A. Fruhauf[3]
- 2019: Martina Kudláček[4]
- 2020: Norbert Pfaffenbichler[5]
- 2021: Billy Roisz[6]
- 2022: Christiana Perschon[7]
- 2023: Wilbirg Brainin-Donnenberg[8]
- 2024: Karin Berger[2]